# Ն
La Ն, minuscolo ն, è la ventiduesima lettera dell'alfabeto armeno. Il suo nome è նու, now (armeno: [nu]).
Rappresenta la consonante nasale alveolare [n].

## Codici
- Unicode:
  - Maiuscola Ն : U+0546
  - Minuscola ն : U+0576